# Радослав Гаћиновић
Радослав Гаћиновић (Мека Груда, 3. март 1955 — Београд, 18. март 2021) био је српски политиколог и научни саветник Института за политичке студије у Београду

## Биографија
Радослав Гаћиновић је био научни саветник на Институту за политичке студије и Председник научног већа Института. Основну школу је завршио у селу Мека Груда, а средњу школу у Требињу. На Војној академији КОВ у Београду је дипломирао 1979. године. Постдипломске студије на факултету политичких наука у Загребу, је завршио 15. децембра 1988. године, а магистарски рад одбранио 19. маја 1989. године и стекао академско звање Магистар политичких наука. Докторску дисертацију је одбранио на Правном факултету Универзитета у Београду 27. маја 1993. године и стекао звање доктор правно-политичких наука. Имао је чин пуковника у Војсци Србије. Унук је Владимира Гаћиновића, идеолога покрета Млада Босна.

## Научна делатност
Гаћиновић је биран у највише научноистраживачко звање Научни саветник у Институту за политичке студије (ИПС) у Београду 13. фебруара 2008. године, a на Правном факултету у Бијељини добија звање редовни професор 2009. Гаћиновић је био главни и одговорни уредник научног часописа Политика националне безбедности у издању ИПС-а у Београду. Области којима се бавио су национална, регионална и глобална безбедност. Посебно теоријском и практичном проблематиком интегралне безбедности и угрожавања система безбедности државе (безбедносна функција модерне државе). У ужем смислу се бавио тероризмом и антитероризмом. Поред научног рада на ИПС и обављања послова у Војсци Србије, био је редовни професор на Факултету за дипломатију и безбедност у Београду. Дао је значајан допринос на пољу науке о безбедности оставивши значајан број радова и монографија.

## Награде
- Награду "Печат времена" недељника "Печат" је добио за књигу "Насиље над Србима" (2017)[4]

## Дела
- Савремени тероризам, изд. Графомарк Беог-рад 1998 године
- Насиље у Југославији, изд. ЕВРО Београд 2002 године.  86-505-0109-5.
- Отимање Косова и Метохије, изд. НИЦ Војска, 2004 године.  86-7530-108-1.
- Тероризам, изд. Драслар Партнер, Београд, 2005. године.  86-7614-030-8.
- Антитероризам, изд. Драслар партнер, Београд, 2006. ISNB 86-7614-071-5
- Увод у студије безбедности, изд. Драслар партнер.
- Политичко насиље и глобализација, изд. Драслар.
- Тероризам у политичкој и правној теорији, изд. Evro-Giunti.
- Безбедносна функција државе, изд. Институт за политичке студије.
- Угрожавање капацитета безбедности државе, изд. Филип Вишњеић.
- Млада Босна, изд. Медиа центар одбрана.
- Осветник, изд. Службени гласник. 2020.  978-86-519-2526-2.
- Спољни оружани облици угрожавања капацитета безбедности државе, Политичка ревија 1/2013, ИПС, Београд , УДК: 355.4:355.02, стр. 183-201.
- Друштвено-политички карактер унутрашњих сукоба, Политичка ревија 1/2015, ИПС, Београд , УДК 323.22+316.48]:355.02, стр. 85-101.
- Моћ у остваривању колонијалне политике, Српска политичка мисао, 2/2015, ИПС, Београд , УДК 316.32:323.1(091), стр. 131-147.
- Фиксирање тоталитарног циља и моћ међународног тероризма, Политика националне безбедности, 1/2016, ИПС, Београд , УДК: УДК:327.88:321.01, стр. 47-66.
- Институционални оквири политичке доминације, Српска политичка мисао, 2/2015, ИПС, Београд , 1/2017, ИПС, Београд, УДК 316.334.3:316.75, стр. 13-28.
- Phenomenology of Modern Terrorism, Serbian Political Thought, 1-2/2010. IPS Belgrade, UDK 351.78:323.28 , pp. 145–158.